# ずい道等の掘削等作業主任者
ずい道等の掘削等作業主任者（ずいどうとうのくっさくとうさぎょうしゅにんしゃ）は、労働安全衛生法に定められた作業主任者(国家資格)のひとつであり、ずい道等の掘削等作業主任者技能講習を修了した者の中から事業者により選任される。
なお、事業者によって選任されていない者は「ずい道等の掘削等作業主任者技能講習修了」をした者であり、「ずい道等の掘削等作業主任者」を名乗ることはできない。
また、主任者となるための技能講習を修了した者すなわち資格取得者のこと、あるいは資格そのものを指すこともある。

## 概要
- 隧道等（隧道及日たて坑以外の坑）の掘削の作業又はこれに伴うずり積み、隧道支保工の組立て、ロックボルトの取付け若しくはコンクリート等の吹きつけ作業において重要な資格である。

## 受講資格
- 隧道等の掘削作業に18歳より3年以上従事した者。
- 大学、高等専門学校、高校の土木・建築・農業土木または採鉱に関する学科を卒業後、2年以上の実務経験者
- 職能訓練終了後、実務経験が2年以上の者

## 技能講習
- 各地の建設業労働災害防止協会により行われる。

### 講習科目
1. 隧道等の掘削、隧積み、隧道支保工に関する知識
2. 工事用設備、機械、器具、作業環境等に関する知識
3. 作業者に対する教育等に関する知識
4. 関係法令
5. 修了試験